# 霍爾巴基夫
50°36′40″N 26°37′39″E / 50.61111°N 26.62750°E

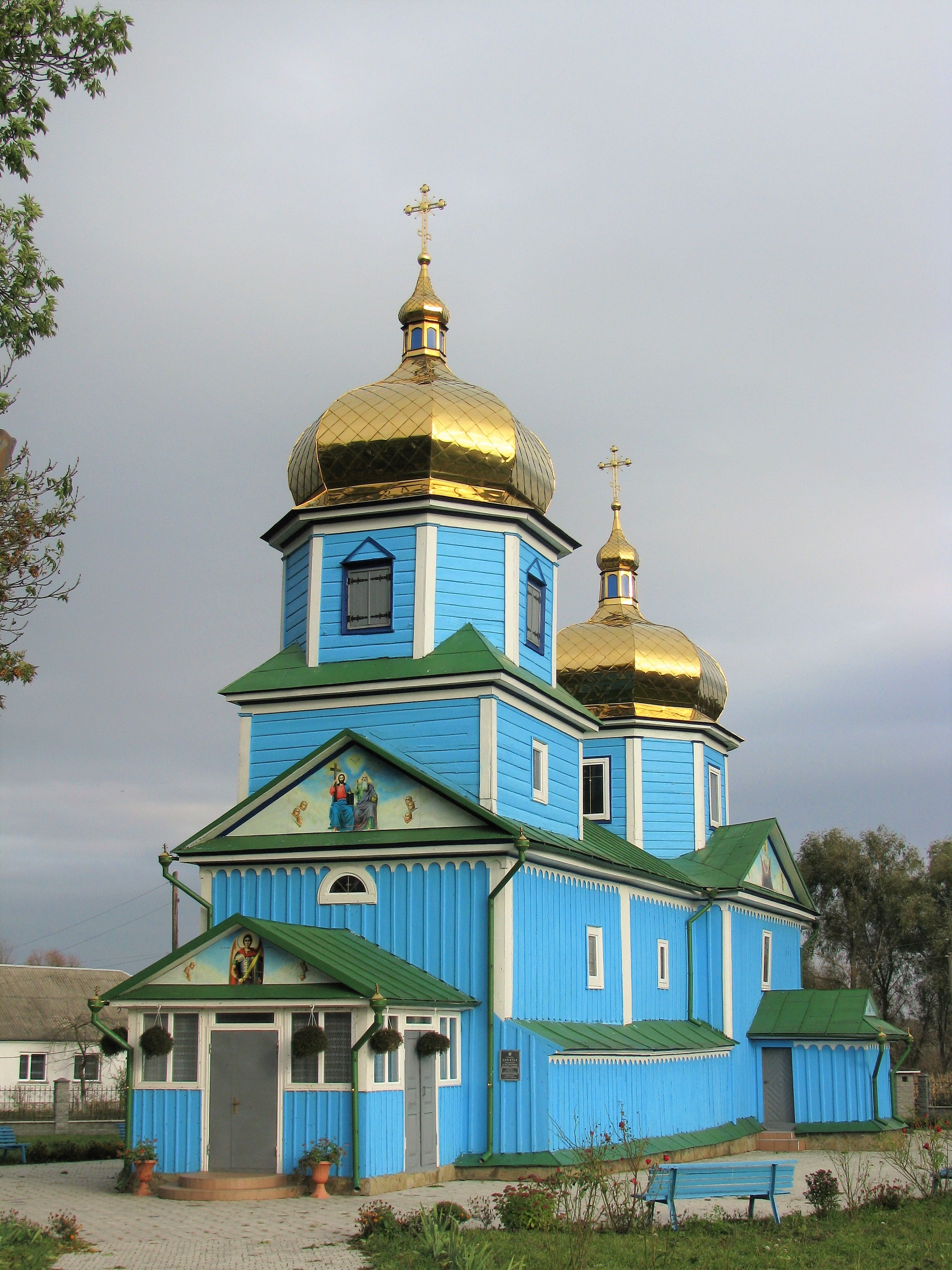
教堂

霍爾巴基夫（烏克蘭語：Горбаків），是烏克蘭西部的村落，隸屬里夫內州里夫內區巴賓市鎮，處於戈倫河畔，距離里夫內約30公里，距離奧斯特羅赫約39公里，距離兹维亚赫尔約72公里，距離基輔254.7公里，始建於1545年，面積2.898平方公里，海拔高度187米，2001年人口1,556。